# Казаки (повесть)
«Каза́ки» — опубликованная в 1863 году повесть Льва Толстого о пребывании юнкера в станице гребенских казаков.

## История создания
«Казаки» стали плодом десятилетней работы Толстого. В 1851 году как юнкер он отправился на Кавказ; ему пришлось прожить 5 месяцев в пятигорской избе, ожидая документов. Значительную часть времени Толстой проводил на охоте, в обществе казака Епишки, прототипа Ерошки из будущей повести. Затем он служил в артиллерийской батарее, расквартированной в расположенной на берегу Терека станице Старогладовской. Успех вышедшего в 1852 году первого произведения Льва Николаевича («Детство») сподвиг его на продолжение литературной деятельности. Летом 1853 года Толстой написал главу рукописи, озаглавленной им «Терской линией», о быте казаков. Повествование велось от лица прибывшего в станицу человека, и этот способ сохранялся до последней редакции «Казаков». В августе Толстой написал 3 главы кавказского романа «Беглец», лишь малые части которого вошли в финальную версию «Казаков». Далее писатель не возвращался к этой теме до 1856 года, когда возобновил работу над казачьей повестью (без упоминания об офицере). Офицер появился в апреле 1857 года, когда Толстой заново написал 3 главы «Беглеца». Именно там появились, хотя и скупо описанные, многие персонажи будущих «Казаков».
Весной 1858 года Лев Николаевич снова работал над кавказским романом, и к маю было написано, без особых художественных изысков, 5 глав. Хотя они заканчиваются свиданием Лукашки (тогда ещё называемого Киркой) с Марьяной, уже тогда писатель остановился на развязке, напечатанной в «Казаках». Тогда же стиль повествования был переведён в письма главного героя, офицера Ржавского. Осенью Толстой существенно обработал и расширил те же 5 глав. Зимой Лев Николаевич продолжил проработку и углубление первой части кавказского романа. Во время поездки по Швейцарии 1860 года писатель создал главу из третьей части планируемого романа, где Ржавский стал Олениным. К февралю 1862 года, когда Толстой вернулся к роману, он уже продал права на его публикацию Михаилу Каткову. Написав ещё 3 главы третьей части, в которых Оленин уже 3 года прожил с Марьяной, Толстой решил отказаться от создания романа. Однако Катков не согласился принять обратно плату за роман, и Лев Николаевич решил свести готовые главы романа в повесть. Он посвятил этой цели лето и осень 1862 года, добавив также несколько новых ярких эпизодов.

## Сюжет
Юнкер Дмитрий Андреевич Оленин, находясь в Москве, живя осточертевшей ему жизнью, где он был замешан в очередной любовной истории,  отправляется на Кавказ в новую воинскую часть. По прибытии Оленин расквартировался в станице Новомлинской у Терека в ожидании своего полка. Вскоре хозяева его дома дают добро в ответ на сватовство к их дочери Марьяне удалого казака Лукашки. Оленин, подружившись со старым казаком Ерошкой, начинает охотиться в окрестностях, и вскоре в нём просыпается любовь к местной природе и презрение к цивилизации, из которой он происходит. Его восторгают так непохожие на городских обитателей казаки, и сам он мечтает стать одним из них. Молодая и крепкая казачка Марьяна восхищает его, хотя он и не смеет заговорить с ней. Прибывший князь Белецкий, знакомый Оленину по старой жизни, а ныне неприятный, устраивает пирушку, где юнкер получает возможность сблизиться с Марьяной. Оленин решает жениться на Марьяне и остаться здесь жить, добиваясь от девушки согласия на свадьбу. Перед тем как он успевает испросить разрешения на брак у родителей девушки, Оленин с Лукашкой и другими казаками отправляются к реке, где переправились на казачий берег несколько чеченцев (абреков). Бой заканчивается победой казаков, но Лукашка получает тяжелое ранение от чеченца, мстящего за убийство своего брата. При смерти Лукашку приносят в станицу и посылают в горы за доктором, который готов вылечить казака целебными травами (дальнейшая судьба Лукашки неясна). После случившегося Марьяна ополчается на Оленина и отказывается от каких-либо отношений с ним. Оленин понимает, что больше ему здесь делать нечего, и покидает станицу.

## Отзывы
Повесть была опубликована в январе 1863 года журналом Каткова «Русский вестник». «Казаки» получили самый широкий критический отклик среди всех произведений Толстого, написанных к тому моменту. Идея повести — прелесть близкой к природе жизни в отрыве от современной цивилизации — была понята всеми. Эдельсон поддержал Толстого, указав, что современный человек почерпнул из развития цивилизации лишь привычку к удобству и комфорту. Анненков назвал причиной перемен Оленина отсутствие самобытного характера, присущее большинству образованных россиян. В то же время многие критики, например, Евгения Тур и Полонский, отрицательно отнеслись к идее романа, отказав образованным людям в праве на стремление к деградации. Тютчев откликнулся на повесть эпиграммой:
Затею этого рассказа

Определить мы можем так:

То грязный русский наш кабак

Придвинут к высотам Кавказа.
Художественный стиль «Казаков» получил широкое признание даже среди критиков главной идеи. Много раз перечитывали повесть с восторгом отзывавшиеся о ней Тургенев и Бунин.

## Экранизации
- 1928 — «Казаки», СССР, режиссёр Владимир Барский
- 1928 — «Казаки», США, режиссёры Джордж У. Хилл[англ.], Кларенс Браун
- 1961 — «Казаки», СССР, режиссёр Василий Пронин
- 1975 — радиоспектакль «Казаки», СССР. Авторы инсценировки Аркадий Ревенко, Алексей Баталов (также — режиссёр). В ролях Евгений Герасимов — Оленин; Виталий Доронин — Дядя Ерошка; Николай Караченцов — Лукашка; Сергей Шакуров — Назаров; Лев Дуров — Ергушов; Мария Андрианова — Хорунжиха; Светлана Крючкова — Марьяна; Всеволод Абдулов, Юрий Комаров — друзья Оленина, Алексей Борзунов — Ванюша; Алексей Баталов — от автора.
- 1978 — «Кавказская повесть», СССР, режиссёр Георгий Калатозишвили